# Pavle Đurišić

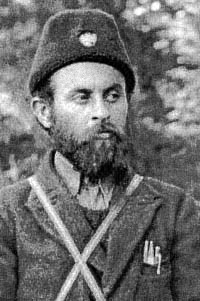
Pavle Đurišić

Pavle Đurišić (serbisch-kyrillisch Павле Ђуришић; * 9. Juli 1909 in Podgorica, Fürstentum Montenegro; † 21. April 1945 im KZ Jasenovac, Unabhängiger Staat Kroatien) war ein Offizier der königlich-jugoslawischen Armee und während des Zweiten Weltkrieges der Führer (Wojewode Komski) von monarchistisch-nationalserbischen Tschetnik-Verbänden unter Draža Mihailović in Montenegro.
Đurišić kollaborierte mit der faschistischen italienischen und nationalsozialistischen deutschen Besatzungsmacht in Jugoslawien und war für Kriegsverbrechen und ethnische Säuberungen an der bosniakischen Bevölkerung im Sandžak und in Bosnien verantwortlich.

## Leben

### Jugend und Armee
Đurišićs Vater nahm an den ersten beiden Balkankriegen teil und fiel im Ersten Weltkrieg. Đurišić entschloss sich nach der 7. Klasse am Gymnasium, in die königlich-jugoslawische Armee einzutreten. In Sarajevo bildete er sich zum Sergeanten fort. Weiterhin erlangte er in Berane einige Jahre später den Dienstgrad eines Hauptmanns.

### Tschetnikführer im Zweiten Weltkrieg
Noch vor Ausbruch des Zweiten Weltkriegs wurde Đurišić während der italienischen Besetzung Albaniens in erste Kampfhandlungen verwickelt, die sich während des Balkanfeldzugs 1941 auf Teile Montenegros, Metochiens (jugoslawische Banschaft Zeta) und die Raška übertrugen und mit der Niederlage der jugoslawischen Armee sowie der Aufteilung des Königreichs Jugoslawien einhergingen. Im sogenannten „Aufstand vom 13. Juli 1941“ gelang es Tschetnik-Verbänden unter seinem Kommando, die von den Italienern besetzte Stadt Berane wieder einzunehmen und für einige Tage zu halten. Im November 1941 schloss er sich den von Draža Mihailović geführten Tschetnik-Verbänden an und wurde zum Major befördert.

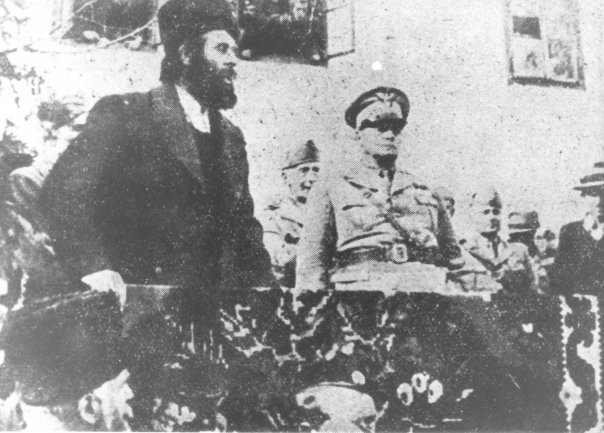
Đurišić (links) bei einer Rede zu Ehren des italienischen Gouverneurs von Montenegro Alessandro Pirzio Biroli (November 1942)

Ab 1942 bekämpfte Đurišić in einem blutigen Bruderkrieg die kommunistischen Tito-Partisanen und handelte hierfür einen Nichtangriffspakt mit den faschistischen Italienern aus.
Đurišić unternahm mit seinen Truppen Anfang Januar und Anfang Februar 1943 zwei Vorstöße in die muslimischen Siedlungsgebiete des Sandžak und Südostbosniens, bei denen in Massakern an die 10.000 muslimische Zivilisten, meist Frauen und Kinder, getötet wurden. Die Mordaktion im Februar wurde Đurišić dadurch erleichtert, dass die mit den Tschetniks verbündeten italienischen Truppen zuvor die muslimische Miliz im Sandžak entwaffnet hatten.

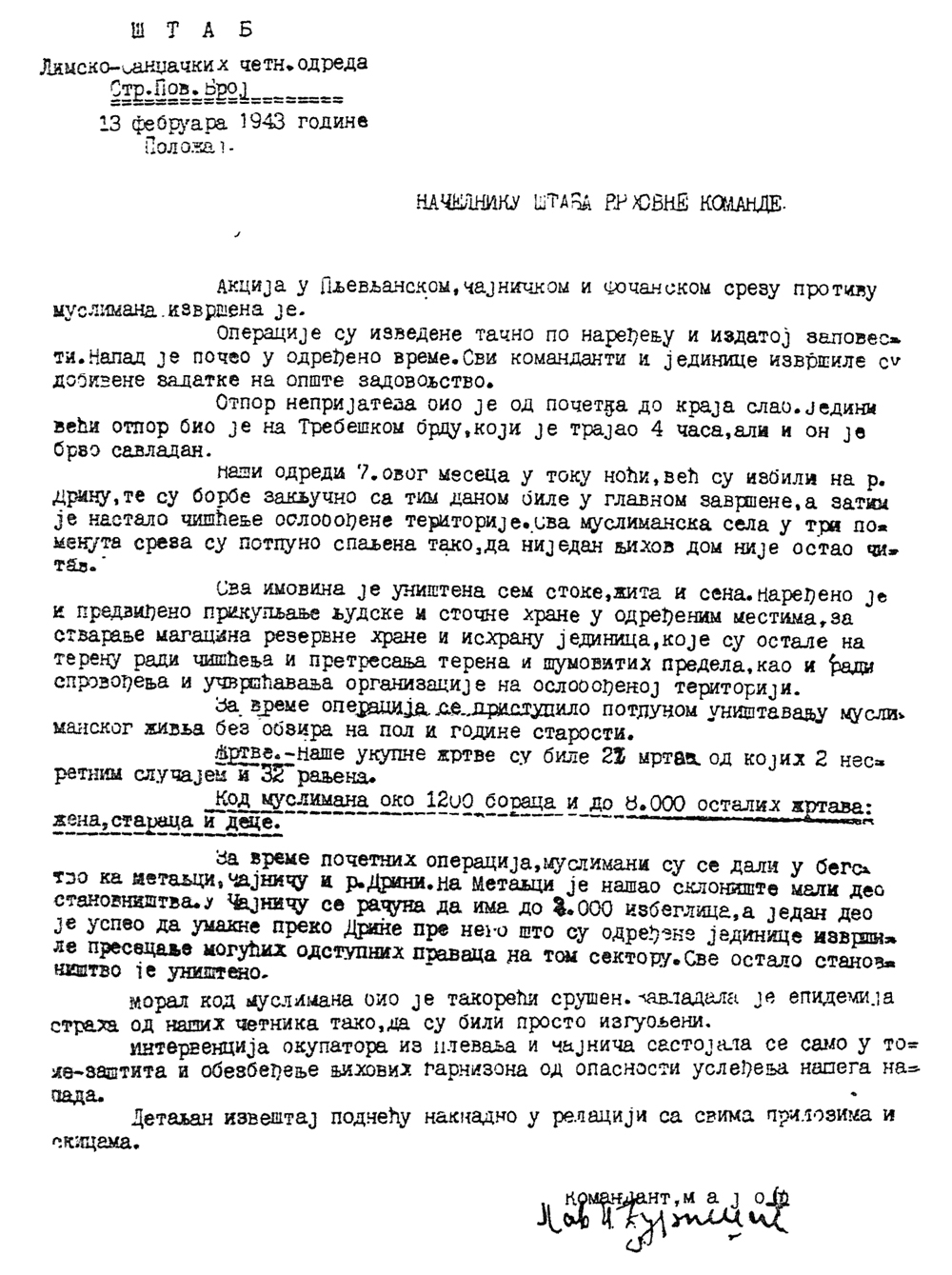
Đurišićs Bericht vom 13. Februar 1943 in dem er Mihailović über seine Massaker an Muslimen in den Bezirken Čajniče und Foča in Südostbosnien und im Bezirk Pljevlja im Sandžak berichtet: „Die Tschetniks töteten über 1.200 muslimische Kämpfer und über 8.000 alte Menschen, Frauen und Kinder; die Verluste der Tschetniks im Kampf waren 22 Getötete und 32 Verwundete.“

Nach einiger Zeit gewannen jedoch die Partisanen in den von der italienischen Armee schwer zu kontrollierenden Regionen Montenegros die Oberhand. 1943 marschierte die deutsche Wehrmacht in das italienisch kontrollierte Montenegro ein. Trotz des Pakts mit den Italienern wurde Đurišić mit seinen Männern von der Wehrmacht gefangen genommen. Am 10. Mai 1943 nahm ein auf das Hauptquartier von Draža Mihailović angesetzter Stoßtrupp der Division Brandenburg unter der Führung eines Oberleutnants mit Đurišić Kontakt auf. Đurišić unterbreitete auf der Stelle ein Bündnisangebot gegen die Tito-Partisanen und bestritt energisch seine Unterstellung unter Mihailović. Trotzdem lehnte das deutsche Oberkommando eine Zusammenarbeit ab. Đurišić wurde am 14. Mai 1943 von einer Vorausabteilung der 1. Gebirgs-Division in seinem Hauptquartier in Kolašin entwaffnet und festgesetzt. Die eigentlich mit der deutschen Wehrmacht verbündeten italienischen Truppen schickten sich an, ihren Verbündeten Đurišić mit Waffengewalt zu befreien. Dies sowie die italienische Verweigerung der Mithilfe bei der Entwaffnung der Tschetniks führte zwischen Italien und Deutschland zu Verstimmungen auf höchster Ebene.

### Niedergang
Đurišić wurde nach Berlin ausgeflogen und kam in ein KZ im Osten des Deutschen Reichs. Von dort gelang ihm die Flucht. An der von den deutschen Faschisten bestimmten Grenze zu Serbien an der Donau geriet er wiederum in deutsche Gefangenschaft. Nur durch die Fürsprache des serbischen Kollaborateurs General Milan Nedić wurde er wieder freigelassen. Mit Nedić handelte er ein Abkommen über gegenseitige Unterstützung aus.
1944 gelang es den kommunistischen Partisanen, die Region um das Prokletije-Gebirge unter ihre Kontrolle zu bringen. Der unmittelbare Fall des faschistischen Marionettenregimes in Montenegro war nicht mehr zu vermeiden und eine von ihm favorisierte Wiedererrichtung der jugoslawischen Monarchie war gescheitert. Er handelte wiederum mit den Italienern einen Nichtangriffspakt für die vor den Partisanen Flüchtenden aus. Zur Unterstützung des Kampfes gegen die Partisanen wurde er jedoch von Mihailović in die Banovina Drina befohlen. Dort kam es zu Unstimmigkeiten mit dem mittlerweile vom König von Jugoslawien zum General beförderten Mihailović. Gegen den Widerstand Mihailovićs vertraute sich Đurišić mit seinen Tschetniks einem entfernten Verwandten von Đurišić, dem zur Ustascha übergelaufenen Sekula Drljević „zum gemeinsamen Kampf gegen die Kommunisten“ an. Dieser verriet ihn jedoch und am 20. April 1945 wurden er und seine Männer von den Ustascha nahe Banja Luka festgesetzt und ins KZ Jasenovac überführt. Einen Tag später wurden Đurišić und andere Offiziere ermordet. Seine übrigen Tschetniks wurden am 22. April ermordet.

## Bedeutung

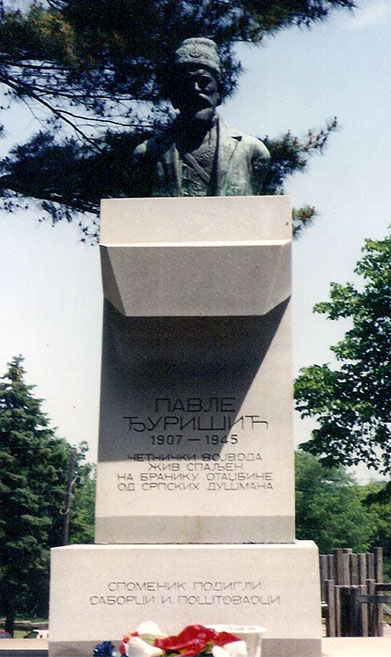
Denkmal für Đurišić auf dem serbischen Friedhof von Libertyville (Illinois)

Unter den Historikern ist es umstritten, inwieweit er persönlich, wie auch die Tschetnikbewegung allgemein, den Idealen des Faschismus Folge geleistet hatten. Die Propaganda des Nedićregimes ernannte den Wojewoden Đurišić als persönlich durch Hitler mit dem Eisernen Kreuz ausgezeichneten und von General Nedić zum Oberstleutnant erhobenen Kriegshelden. Er begründete nach Absprache mit Nedić das Serbische Freiwilligenkorps (Srpski Dobrovoljački Korpus – SDK), was eine der Bedingungen von Nedić war.
Pavle Đurišić wird besonders von den wegen der kommunistischen Politik aus der Region um und in Montenegro geflohenen, ausgewanderten und vertriebenen Serben als eine tragische Figur, die den Ideologien der Großmächte zum Opfer gefallen ist, wahrgenommen. Seit dem Zerfall Jugoslawiens und der von Tito geprägten und auch diktierten Weltanschauung wird sein Wirken und die Tschetnikbewegung selbst in Serbien, der Republika Srpska und Montenegro differenzierter wahrgenommen. Zu seiner Person entstand auch unmittelbar nach dem Krieg ein Volkslied namens Đurišiću mlad majore (Đurišić, Du junger Major). Dieses war, wie andere Tschetniklieder auch, während der Herrschaft Titos in der Volksrepublik Jugoslawien verboten.

## Auszeichnungen (Auswahl)
- Orden des Karađorđe-Sterns mit Schwertern[7]
- Eisernes Kreuz II. Klasse (11. Oktober 1944)[8]